# Островни територии на САЩ
Островни територии на САЩ са тези територии на САЩ, които не са част нито от някой от 50-те щата, нито от Федералния окръг Колумбия.
Сред тях са Американска Самоа, Американски Вирджински острови, Гуам, Малки далечни острови, Пуерто Рико, Северни Мариански острови и др.
Жителите на островните територии не дължат федерални данъци и не могат да участват в избори за президент и сенат.